# Erioptera (Erioptera) osceola
Erioptera (Erioptera) osceola is een tweevleugelige uit de familie steltmuggen (Limoniidae). De soort komt voor in het Nearctisch gebied.